# Mepantadrea simia
Mepantadrea simia là một loài bướm đêm trong họ Noctuidae.